# Cabeço do Caminho Escuro
O Cabeço do Caminho Escuro é uma elevação portuguesa localizada no concelho das Lajes do Pico, ilha do Pico, arquipélago dos Açores.
Este acidente geológico tem o seu ponto mais elevado a 475 metros de altitude acima do nível do mar. Próxima a esta formação encontra-se o Cabeço da Escaleira, e o Cabeço das Covas.